# Municipio de Bradley (condado de Van Buren)
El municipio de Bradley (en inglés: Bradley Township) es un municipio ubicado en el condado de Van Buren en el estado estadounidense de Arkansas. En el año 2010 tenía una población de 1237 habitantes y una densidad poblacional de 12,65 personas por km².

## Geografía
El municipio de Bradley se encuentra ubicado en las coordenadas 35°26′58″N 92°24′31″O / 35.44944, -92.40861. Según la Oficina del Censo de los Estados Unidos, el municipio tiene una superficie total de 97.76 km², de la cual 97,57 km² corresponden a tierra firme y (0,19 %) 0,18 km² es agua.

## Demografía
Según el censo de 2010, había 1237 personas residiendo en el municipio de Bradley. La densidad de población era de 12,65 hab./km². De los 1237 habitantes, el municipio de Bradley estaba compuesto por el 95,96 % blancos, el 0,73 % eran afroamericanos, el 0,65 % eran amerindios, el 0,57 % eran asiáticos y el 2,1 % eran de una mezcla de razas. Del total de la población el 1,29 % eran hispanos o latinos de cualquier raza.